# Vespa mucronata
Vespa mucronata är en getingart som beskrevs av Franz Paula von Schrank 1802. Vespa mucronata ingår i släktet bålgetingar, och familjen getingar. Inga underarter finns listade i Catalogue of Life.